# Kalnyk (obwód winnicki)

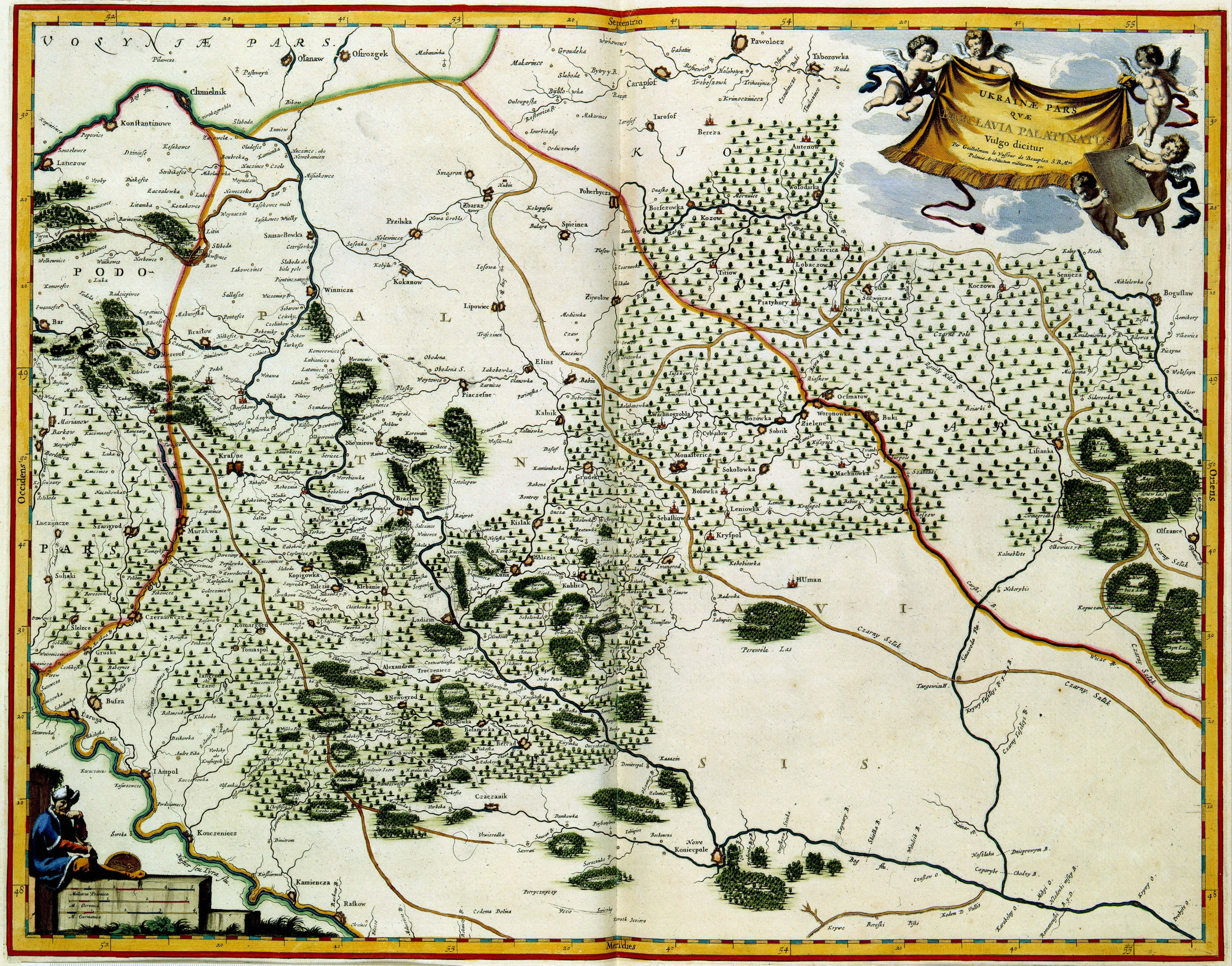
Mapa województwa bracławskiego z 1648, Kalnik w centralnej części mapy

Kalnyk (ukr. Кальник; pol. Kalnik) – wieś na Ukrainie, w obwodzie winnickim, w rejonie ilinieckim.

## Historia
W latach 1648–1667 centrum pułku kalnickiego, dowodzonego w latach 1650-1658 przez Iwana Bohuna. Zgodnie z tradycją zachowała się Chata Bohuna.
Po zawartciu z Turcją rozejmu w Żórawnie (1676), w czerwcu 1678 podjęto decyzję o wycofaniu wojsk polskich z tutejszej fortyfikacji[4]
Siedziba dawnej gminy Kalnik w powiecie lipowieckim guberni kijowskiej.

## Urodzeni
- Jarosław Iwaszkiewicz – polski pisarz.
- Jan Henryk Sierociński – polski ksiądz unicki, powstaniec listopadowy, zesłaniec syberyjski[1].